# Huelga de las cerilleras

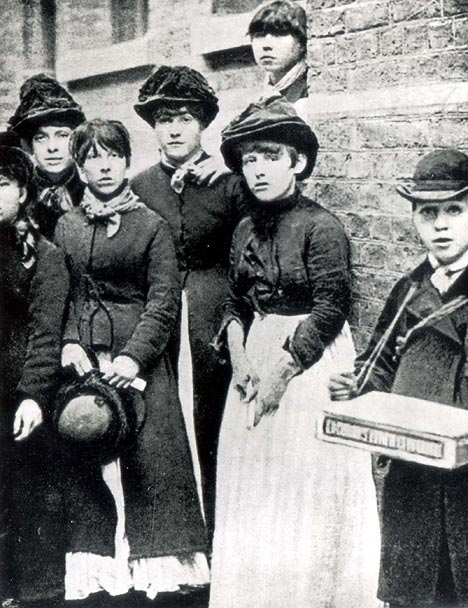
Algunas de las trabajadoras en huelga, varias muestran síntomas tempranos de fosfonecrosis.

La huelga de las cerilleras de 1888 (en inglés: Matchgirls' strike) fue una acción sindical emprendida por las mujeres y adolescentes que trabajaban en la fábrica de cerillas Bryant & May, en Bow, un distrito del East End de Londres, para protestar contra las malas condiciones laborales que se les imponían. En particular, denunciaron las jornadas laborales de catorce horas, los bajos salarios, las multas arbitrarias y las graves enfermedades provocadas por el uso del fósforo blanco, especialmente la fosfonecrosis de los maxilares. Este movimiento marcó la historia social británica en la medida en que fue la primera huelga encabezada por trabajadoras no cualificadas.

## Antecedentes

### Fabricación de las cerillas

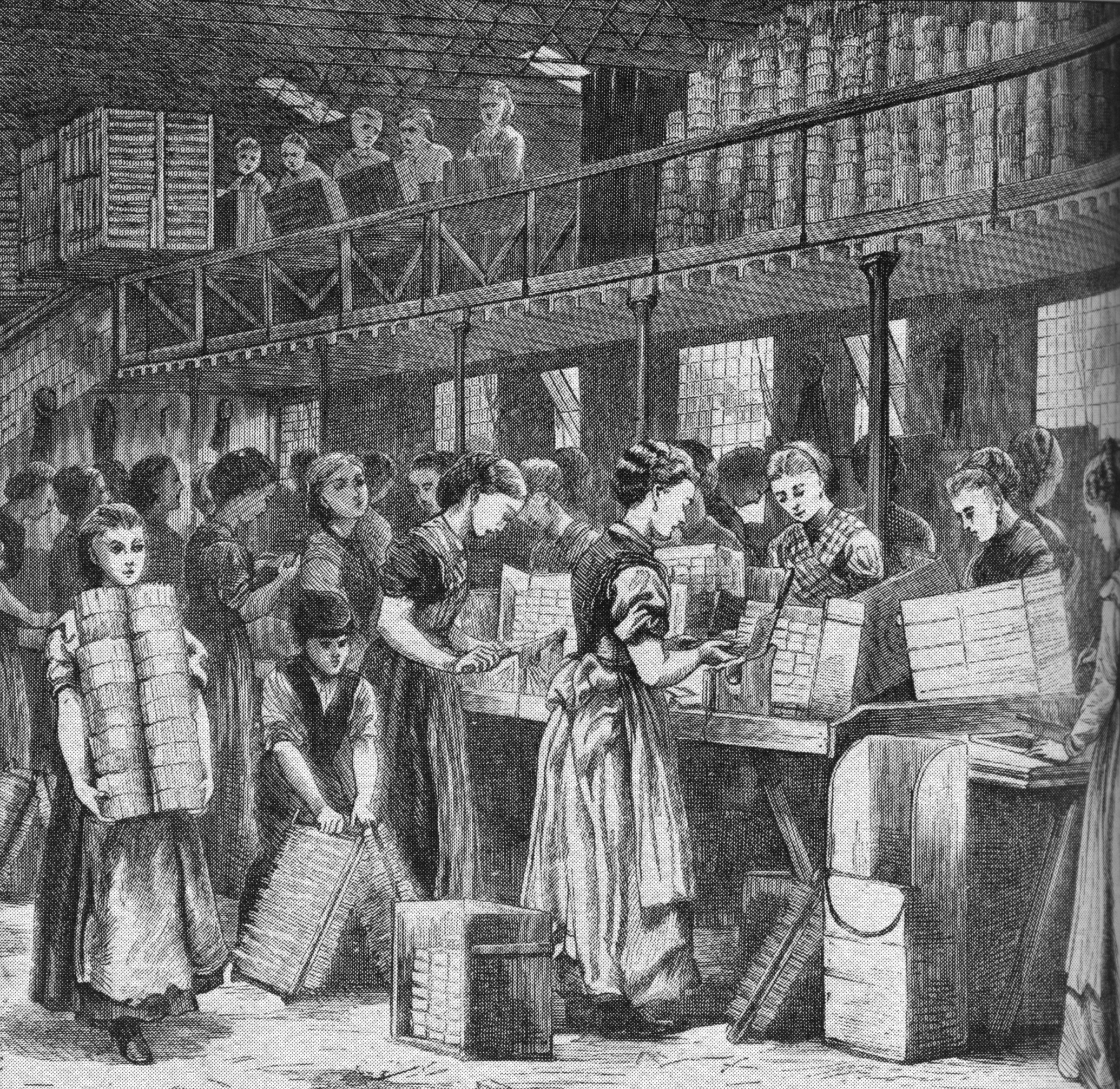
Mujeres trabajando en una fábrica de fósforos, posiblemente la de Bryant & May.

A finales del siglo XIX, las cerillas se hacían con palos de madera de álamo o pino canadiense, dos veces más largos que el producto final terminado. Estos se aseguraban en marcos que contenían aproximadamente 4000 unidades. Ambos extremos de los palos se sumergían en azufre y luego en una composición de fósforo blanco (también conocido como fósforo amarillo), clorato de potasio, sulfuro de antimonio, vidrio en polvo y colorante. El nivel de fósforo blanco en la cerilla variaba; en 1899, un informe del gobierno indicó que en el Reino Unido era entre el seis y el siete por ciento, mientras que un informe de la Royal Economic Society de 1902 situó la cifra en «generalmente alrededor del cinco; a veces hasta el diez por ciento». Los trabajadores experimentados podían terminar 1400 marcos en un turno de diez horas, lo que suponía diez millones de cerillas. Una vez que los fósforos de dos extremos se secaban en hornos, se colocaban en una máquina para dividirlos por la mitad en fósforos individuales. Se empaquetaban en cajas de cien y luego en paquetes de doce cajas. Las personas involucrados en sumergir los fósforos generalmente eran hombres; las trabajadoras se encargaban del resto del proceso de fabricación.
La inclusión de azufre, apodado brimstone, fue una de las razones por las que los primeros fósforos se llamaban lucifers; aunque también fueron llamados congreves.Los fósforos de Lucifer se pueden encender en cualquier superficie donde se pueda crear suficiente fricción con el golpe. En la década de 1840 se descubrió el fósforo rojo, que era más estable cuando se exponía al aire. Esto significaba que se podían hacer cerillas sin necesidad de utilizar fósforo, con una superficie llamativa en la caja que contenía fósforo rojo.

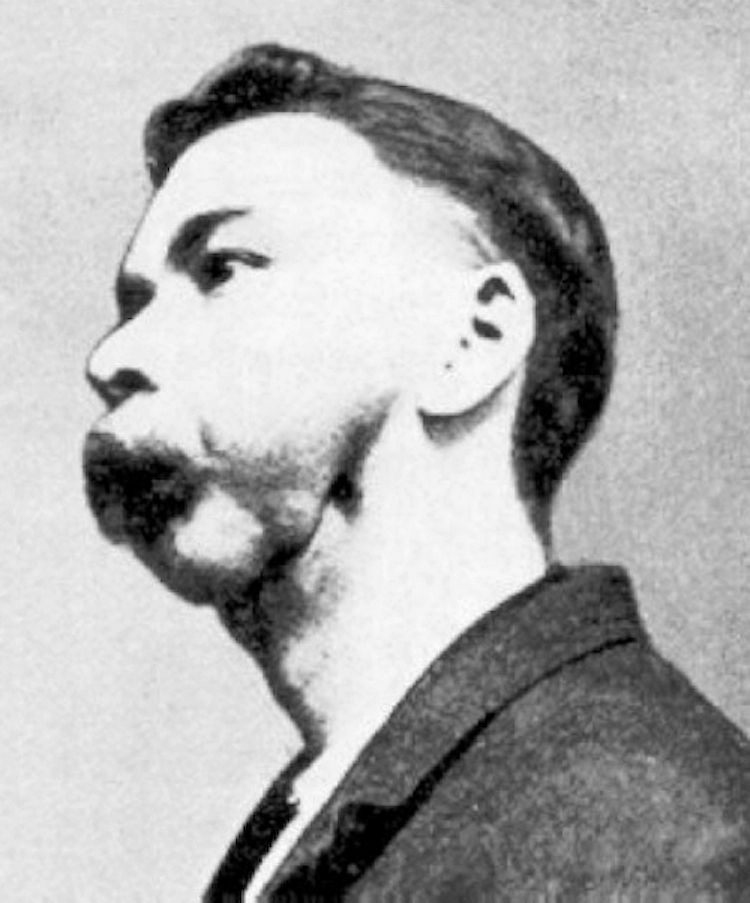
Un trabajador mostrando síntomas claros de fosfonecrosis

En 1897 había 4152 personas trabajando en 25 fábricas de cerillas en Gran Bretaña, 2658 de los cuales eran adultos, 1492 tenían entre 14 y 18 años y 2 menores de 14 años. De las fábricas que producían cerillas, 23 de ellas usaban fósforo blanco. Empleaban a 3134 personas; 245 hombres y 1276 mujeres participaron en procesos que incluían fósforo, y el resto se empleaba en trabajos donde no manipulaban el fósforo.
Una enfermedad ocupacional que afectaba a quienes trabajaban con fósforo blanco fue la fósforo necrosis de la mandíbula, también conocida como fosfonecrosis; la condición no está asociada con el fósforo rojo. La mandíbula de Phossy se desarrolló por la inhalación de vapor de fósforo, particularmente cuando el ingrediente se calentaba, lo que causaba osteonecrosis del hueso de la mandíbula. Esto se manifestaba, inicialmente, en dolores de muelas y síntomas gripales, luego pérdida de dientes, abscesos, hinchazón de las encías, formación de fístulas y necrosis de la mandíbula. La mortalidad informada era de alrededor del 20 % de los casos.

### Bryant & May

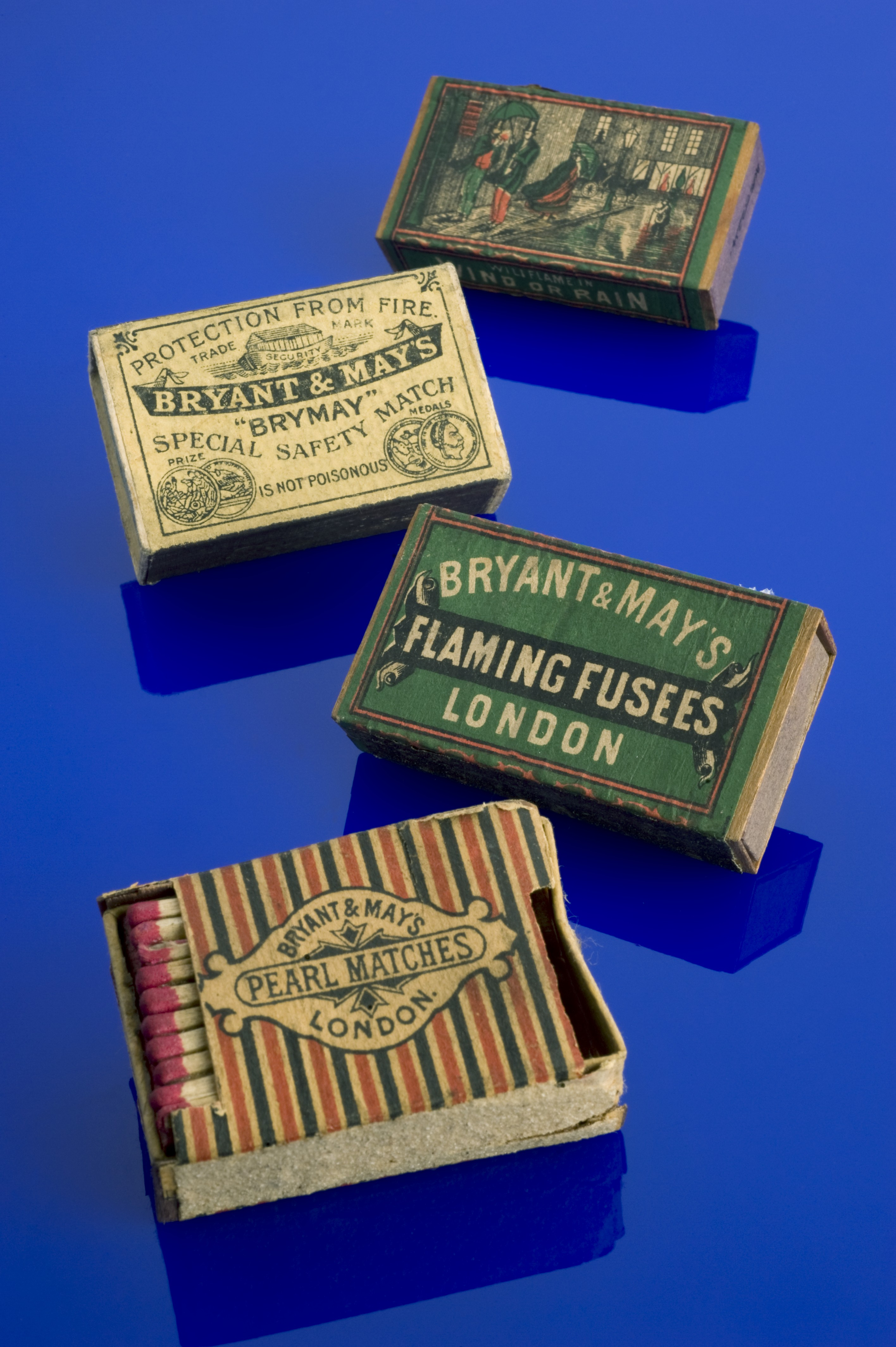
Cajetillas de cerillas de seguridad Bryant & May, 1890-1891

La compañía de fabricación de cerillas Bryant & May se constituyó en 1843 por dos cuáqueros, William Bryant y Francis May, para comerciar con mercancías en general. En 1850 la empresa entabló una relación con el fabricante de cerillas sueco Johan Edvard Lundström con el fin de captar parte del mercado de los 250 millones de cerillas que se utilizan en Gran Bretaña cada día. En 1850 la empresa vendió 231 000 cajas de fósforos; en 1855 había aumentado a 10,8 millones de cajas ya 27,9 millones de cajas en 1860. En 1880, la empresa comenzó a exportar sus productos; en 1884 se convirtieron en una empresa que cotizaba en bolsa. Se pagaron dividendos del 22,5 % en 1885 y del 20 % en 1886 y 1887. En 1861, Bryant trasladó el negocio a un sitio de tres acres, en Fairfield Road en Bow, en el East London.
En la década de 1880, Bryant & May empleaba a casi 5000 personas, la mayoría mujeres muchas de ellas irlandesas o de ascendencia irlandesa, aunque las cifras variaban según las fluctuaciones estacionales del mercado; para 1895 la cifra era de 2000 personas, de las cuales entre 1200 y 1500 eran mujeres o niñas.
Las cajas de fósforos se fabricaban mediante trabajo doméstico bajo un sistema de taller de explotación laboral o sweatshop. Se prefería tal sistema porque los trabajadores no estaban cubiertos por el Acta de Fábricas. Dichos trabajadores recibían de 21⁄4  a 21⁄2  peniques por cada gruesa de cajas. Los trabajadores tenían que proporcionar pegamento y cuerdas de sus propios bolsillo.
A los trabajadores se les pagaban diferentes tarifas por completar una jornada de diez horas, según el tipo de trabajo realizado. A los que completaron el marco se les pagaba un chelín por cada cien marcos completados; los cortadores recibían 2 3⁄4 peniques por tres gruesas de cajas, y los empacadores recibían un chelín y nueve peniques por cada cien cajas envueltas. Los menores de 14 años recibían un salario semanal de unos cuatro peniques. La mayoría de los trabajadores tenían suerte si se llevaban el monto total a casa, ya que los capataces imponían una serie de multas y el dinero se deducía directamente de los salarios. Las multas incluían tres peniques por tener un banco de trabajo desordenado, hablar o tener los pies sucios; muchos de los trabajadores iban descalzos porque los zapatos eran demasiado caros; se descontaban cinco peniques por retraso; y un chelín por tener una cerilla quemada en el banco de trabajo. Las mujeres y las niñas involucradas en el embalaje de los fósforos tenían que pagar a los niños que les traían los marcos de los hornos de secado y tenían que proporcionarles su propio pegamento y cepillos. Una niña que dejó caer una bandeja de fósforos fue multada con seis peniques.
La factoría Bryant & May estaban al tanto del problema relacionado con la fosfonecrosis. Si un trabajador se quejaba de tener dolor de muelas, se le decía que le quitaran los dientes inmediatamente o que lo despidieran.

### Activismo político

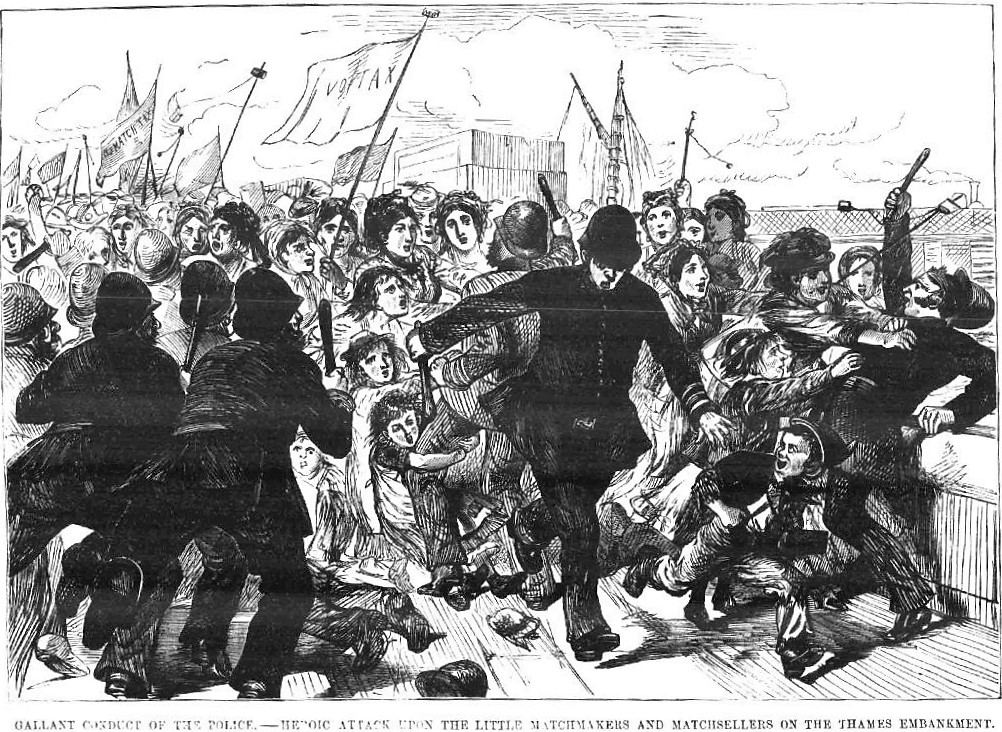
Caricatura de The Day's Doings, que muestra a la policía chocando con la marcha de las cerilleras.

Las conocidas como the matchwomen (las cerilleras) habían estado involucradas en la acción política organizada en las décadas de 1870 y 1880. Estos se opusieron enérgicamente a un intento de introducir un impuesto sobre los fósforos en abril de 1871 y fue criticado en la prensa nacional. El día después de una reunión masiva en Victoria Park, Londres, hasta 10 000 trabajadores, en su mayoría niñas y mujeres entre las edades de trece y veinte años, marcharon a las Casas del Parlamento para presentar una petición. Fueron hostigados por la policía en el camino, quienes intentaron sin éxito bloquear su paso. The Guardian escribió que «los policías, fuertes en su sentido del oficialismo y acosadores en su fuerza, se acercaron al borde de la brutalidad». La reina Victoria escribió al primer ministro, William Gladstone, para protestar por el impuesto y al día siguiente de la marcha, se retiró el impuesto propuesto.
Las cerilleras se declararon en huelga en 1881, 1885 y 1886 por los bajos salarios y la estructura de multas punitivas. Las acciones fueron todas infructuosas. El historiador Lowell Satre considera que las cerilleras estaban más preocupadas por el salario y las multas que por la seguridad laboral.

## Huelga
La huelga fue causada por las condiciones de trabajo en la fábrica de fósforos, incluyendo jornadas laborales de catorce horas, salarios deficientes, multas excesivas y las graves complicaciones de salud que implicaba trabajar con alótropos de fósforo blanco, lo que provocaba Fosfonecrosis, también conocida como fosforimus crónico o mandíbula fosfórica. Aunque la razón inmediata de la huelga fue el despido de una de las trabajadoras alrededor del 2 de julio de 1888.

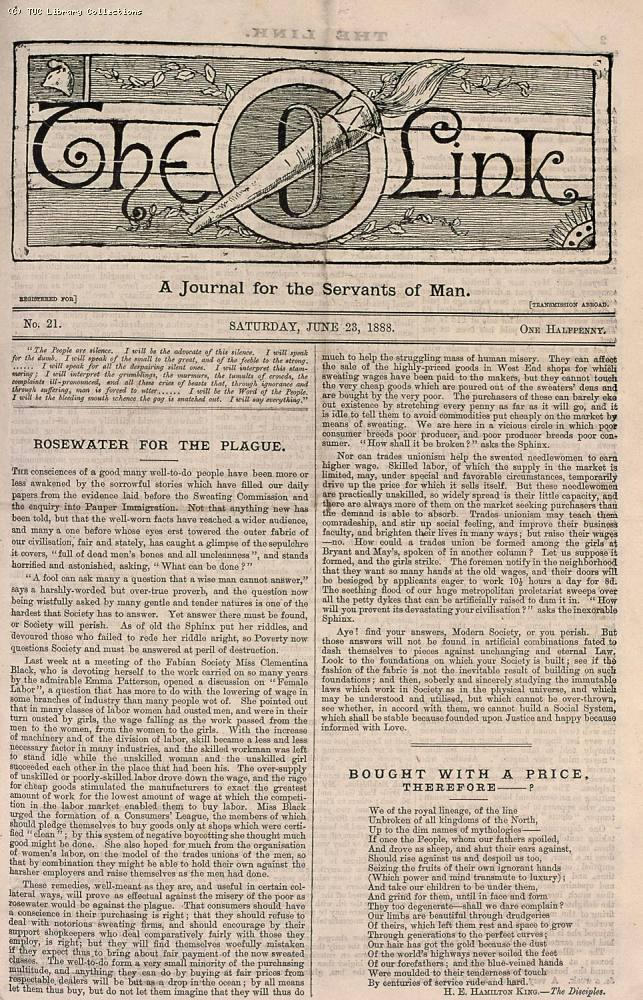
La portada del periódico «The Link. A Journal for the Servants of Man» de Annie Besant del 23 de junio de 1888.

La activista social Annie Besant se involucró en la situación con su amigo Herbert Burrows y publicó un artículo en su periódico semanal de medio penique  «The Link. A Journal for the Servants of Man» el 23 de junio de 1888. Esto enfureció a la gerencia de Bryant & May, que intentó que su fuerza laboral firmara un documento que contradecía el artículo, cosa que se negaron a hacer. Esto llevó al despido de una trabajadora (con algún otro pretexto), lo que desencadenó la huelga, con aproximadamente 1400 mujeres y niñas negándose a trabajar al final del primer día. La dirección se ofreció rápidamente a reintegrar al empleado despedido, pero las mujeres exigieron otras concesiones, en particular en relación con las multas injustas que se deducían de sus, ya de por sí magros, salarios. Una delegación de mujeres acudió a la dirección pero no quedó satisfecha con su respuesta. El 6 de julio, toda la fábrica había dejado de funcionar. Ese mismo día unas 100 mujeres fueron a ver a Besant y a pedir su ayuda. A menudo se ha dicho que ella inició o dirigió la huelga, pero no es realmente cierto; en realidad, ella no supo nada de la huelga hasta que la delegación (formada por Sarah Chapman, Mary Cummings y la Sra. Naulls) fue a verla, ya que al principio se sintieron bastante consternadas por la acción precipitada que habían tomado y por la cantidad de mujeres que ahora estaban sin trabajo y sin medios de apoyo.

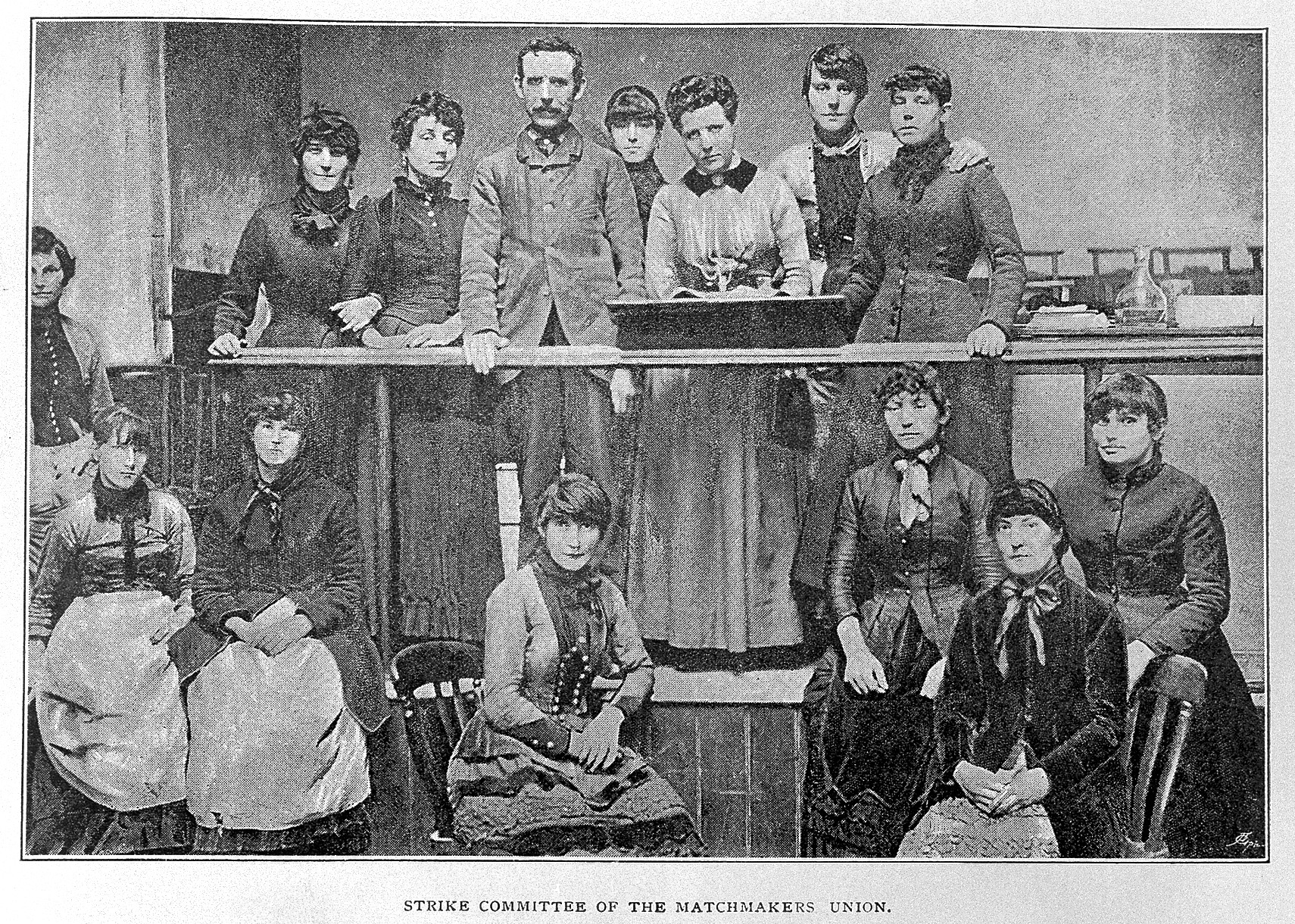
El Comité de huelga del Sindicato de Mujeres Fabricantes de Cerillas, que muestra a Sarah Chapman (fila de atrás, segunda desde la izquierda) junto a Herbert Burrows y Annie Besant

Las huelguistas celebraron reuniones y Besant habló en algunas de ellas. El parlamentario Charles Bradlaugh habló en el parlamento y una delegación de cerilleras fue allí para reunirse con tres parlamentarios el 11 de julio. Hubo mucha publicidad. El London Trades Council se involucró. Al principio, la dirección era firme, pero el dueño de la fábrica, Bryant, era un líder liberal y estaba nervioso por la mala publicidad.
Besant ayudó en las reuniones con la dirección y se formularon los términos en una reunión el 16 de julio, entre las condiciones expuestas para terminar la huelga estaban que las multas, las deducciones por el costo de los materiales y otras deducciones injustas debían ser abolidas y que en el futuro, las quejas podrían ser trasladadas directamente a la gerencia sin tener que involucrar a los capataces, quienes habían impedido en repetidas ocasiones que la gerencia supiera de quejas anteriores. Además, muy importante, se debería habilitar una habitación separada, para comer donde la comida no estaría contaminada con fósforo. Estos términos fueron aceptados y la huelga terminó.

## Consecuencias
En 1891, el Ejército de Salvación abrió su propia fábrica de fósforos en el distrito Bow de Londres, utilizando fósforo rojo menos tóxico y pagando mejores salarios. Parte de la razón detrás de esta fábrica de fósforos fue el deseo de mejorar las condiciones de los trabajadores domésticos, incluidos los niños, que tabajaban fabricando fósforos blancos en sus hogares.
La fábrica de Bryant y May recibió muy mala publicidad por estos eventos, y en 1901 anunciaron ya no usarían fósforo blanco en la fabricación de las cerillas. Los propietarios, Francis May y William Bryant, habían comenzado a importar fósforos de seguridad a base de fósforo rojo de John Edvard Lundström, en Suecia, en 1850. Sin embargo, las ventas de fósforos de seguridad de Bryant y May se habían multiplicado por 10 en 1855 y Lundstrom no pudo aumentar su producción aún más, por lo que compraron su patente británica y, con su ayuda, construyeron una fábrica modelo de fósforos de seguridad en Bow. Comenzaron a usar fósforo rojo en 1855, pero no podían competir en precio con las cerillas a base de fósforo blanco, mucho más baratas; de ahí el uso del trabajo infantil.
El Ejército de Salvación tenía el mismo problema; sus propios fósforos costaban inicialmente tres veces el precio de los fósforos blancos. Tuvieron cierto éxito porque muchos de sus partidarios se negaron a comprar cerillas a base de fósforo blanco; automatizaron gran parte de los procesos de emparejamiento, pero no el llenado de cajas, lo que redujo los costos; y se prohibió el uso de mano de obra infantil en oficios peligrosos. La fábrica todavía luchaba por competir en precios y, después de 1898, el periódico oficial del Ejército de Salvación, War Cry, dejó de anunciar sus cerillas. Su último anuncio decisivo se publicó el 24 de febrero de 1900. La fábrica de fósforos del Ejército de Salvación finalmente cerró y Bryant y May se hicieron cargo el 26 de noviembre de 1901.
En 1908, la Cámara de los Comunes aprobó una ley que prohibía el uso de fósforo blanco en la fabricación de cerillas después del 31 de diciembre de 1910. Esta fue la implementación por parte del Reino Unido de la Convención de Berna de 1906 sobre la prohibición del fósforo blanco en las cerillas.

## Legado
En 1966, el actor británico Bill Owen colaboró con el compositor Tony Russell para crear un musical sobre la huelga, llamado The Matchgirls. La huelga apareció a continuación en un episodio de la segunda temporada de Ripper Street de la BBC, emitido originalmente el 11 de noviembre de 2013, con varias víctimas de las condiciones en las fábricas que buscan venganza contra las partes involucradas.
En 2013 se llevó a cabo un evento para conmemorar el 125 aniversario en Bishopsgate, Londres. Las cerilleras aparecieron durante el video tributo "HerStory" a las mujeres notables en la gira de U2 en 2017 por el 30 aniversario de The Joshua Tree durante una presentación de Ultraviolet (Light My Way) del álbum de 1991 de la banda, Achtung Baby.
Sarah Chapman aparece como un personaje secundario en la película de Netflix de 2022 Enola Holmes 2, interpretada por la actriz Hannah Dodd. La película proporciona un relato ficticio de los orígenes de La huelga de las cerilleras, en las que tanto el personaje principal como su hermano Sherlock acaban involucrados.
En 2022, el English Heritage anunció que la huega de las cerilleras se conmemoraría con una placa azul en el sitio de la antigua fábrica de Bryant and May en Bow, Londres. La placa fue descubierta en Bow Quarter, Fairfield Road, Tower Hamlets el 5 de julio de 2022 por la actriz Anita Dobson, bisnieta de la líder del comité de huelga Sarah Chapman, y Sam Johnson, fideicomisario de la asociación The Match Girls Memorial que dirigió la campaña por la placa.

#### Libros
- Beaver, Patrick (1985). The Match Makers: The Story of Bryant & May. London: Henry Melland. ISBN 978-0-907929-11-6.
- Beer, Reg (1983). The Match Girls Strike, 1888. London: The Labour Museum. OCLC 16612310.
- Briggs, Asa (1989). Victorian Things. Chicago, IL: University of Chicago Press. ISBN 978-0-226-07483-2.
- Emsley, John (2000). The Shocking History of Phosphorus: A Biography of the Devil's Element. London: Macmillan. ISBN 978-0-333-76638-5.
- Fishman, William J. (1988). East End 1888: Life in a London Borough Among the Labouring Poor. Philadelphia, PA: Temple University Press. ISBN 978-0-8772-2572-0.
- Harvey, Charles; Turner, John (1989). Labour and Business in Modern Britain. London: Frank Cass. ISBN 978-0-7146-3365-7.
- Koven, Seth (2015). The Match Girl and the Heiress. Princeton, NJ: Princeton University Press. ISBN 978-1-4008-6542-0.
- McAllister, Pam (1988). You Can't Kill the Spirit. Philadelphia, PA: New Society Publishers. ISBN 978-0-86571-130-3.
- Raw, Louise (2011). Striking a Light: The Bryant and May Matchwomen and their Place in History. London: Continuum International. ISBN 978-1-4411-1426-6.
- Threlfall, Richard (1952). The Story of 100 Years of Phosphorus Making: 1851 - 1951. Albright & Wilson.

#### informes oficiales
- Fifth Report from the Select Committee of the House of Lords on the Sweating System, London: Her Majesty's Stationery Office, 1890, OCLC 976630092.
- Thorpe, Thomas; Oliver, Thomas; Cunningham, George (1899). Reports to the Secretary of State for the Home Department on the Use of Phosphorus in the Manufacture of Lucifer Matches. London: Her Majesty’s Stationery Office. OCLC 474543419.

#### Periódicos
- Hughes, J. P. W.; Baron, R.; Buckland, D. H.; Cooke, M. A.; Craig, J. D.; Duffield, D. P.; Grosart, A. W.; Parkes, P. W. J.; Porter, A.; Frazer, A. C.; Hallam, J. W.; Snawdon, J. W. E.; Tavenner, R. W. H. (April 1962). «Phosphorus Necrosis of the Jaw: A Present-Day Study: With Clinical and Biochemical Studies». British Journal of Industrial Medicine 19 (2): 83-99. JSTOR 27721724. PMC 1038164. PMID 14449812. doi:10.1136/oem.19.2.83.
- Jacobsen, C.; Zemann, W.; Obwegeser, J. A.; Grätz, K. W.; Metzler, P. (28 de diciembre de 2012). «The Phosphorous Necrosis of the Jaws and what can we Learn from the Past: A Comparison of 'Phossy' and 'Bisphossy' Jaw». Oral and Maxillofacial Surgery 18 (1): 31-37. PMID 23271457. S2CID 22798482. doi:10.1007/s10006-012-0376-z.
- Lehmann, Elise (April 2017). «Match-Making in Britain from 1827 to 1910: The Dangers of White Phosphorus in Lucifer Match Production». University of Saskatchewan Undergraduate Research Journal 3 (2). doi:10.32396/usurj.v3i2.
- Marx, Robert E. (November 2008). «Uncovering the Cause of 'Phossy Jaw' Circa 1858 to 1906: Oral and Maxillofacial Surgery Closed Case Files—Case Closed». Journal of Oral and Maxillofacial Surgery 66 (11): 2356-2363. PMID 18940506. doi:10.1016/j.joms.2007.11.006.
- Satre, Lowell J. (September 1982). «After the Match Girls' Strike: Bryant and May in the 1890s». Victorian Studies 6 (1): 7-31. JSTOR 3827491.
- Wood, George H. (December 1902). «Report on the Manufacture of Matches». The Economic Journal 12 (48): 556-560. JSTOR 2957325. doi:10.2307/2957325.

#### Artículos
- «Leader». The Times. 21 de abril de 1871. p. 9.
- «The Matchmakers' Demonstration». The Guardian. 26 de abril de 1871. p. 6.

#### Internet y medios audiovisuales
- Arnold, A. J. (2004). «'Ex luce lucellum'? Innovation, class interests and economic returns in the nineteenth century match trade» (en inglés). University of Exeter. ISSN 1473-2904. Archivado desde el original el 23 de octubre de 2022. Consultado el 7 de noviembre de 2022.
- Clark, Gregory (2019). «The Annual RPI and Average Earnings for Britain, 1209 to Present (New Series)» (en inglés). MeasuringWorth. Consultado el 7 de noviembre de 2022.
- «The Match Workers Strike Fund Register». Trades Union Congress. Consultado el 7 de noviembre de 2022.
- «Matchgirls Strike» (en inglés). Spartacus Educational. Consultado el 7 de noviembre de 2022.